# Själagårdsgatan

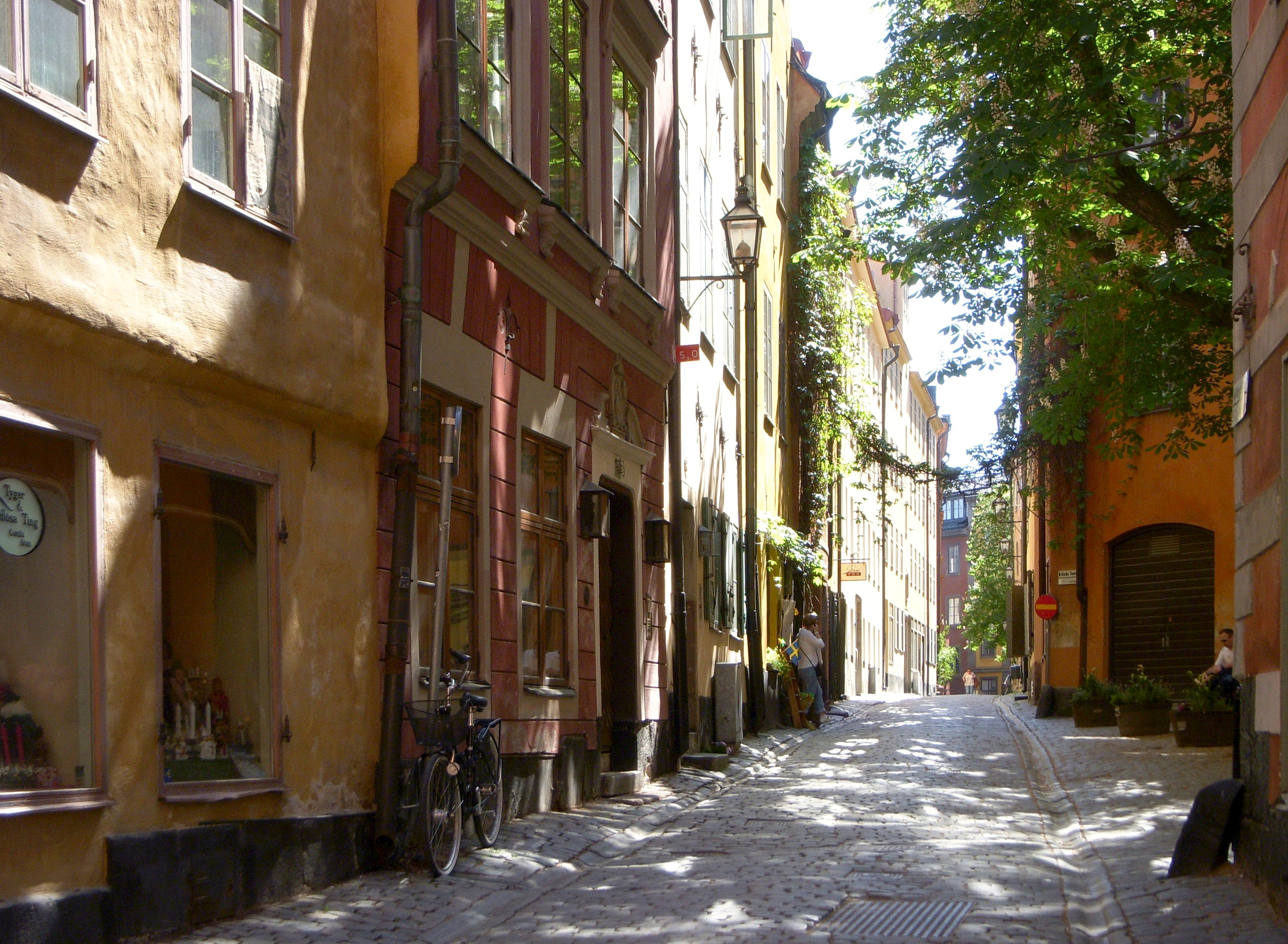
Själagårdsgatan mot syd, Brända tomten i förgrunden till höger.

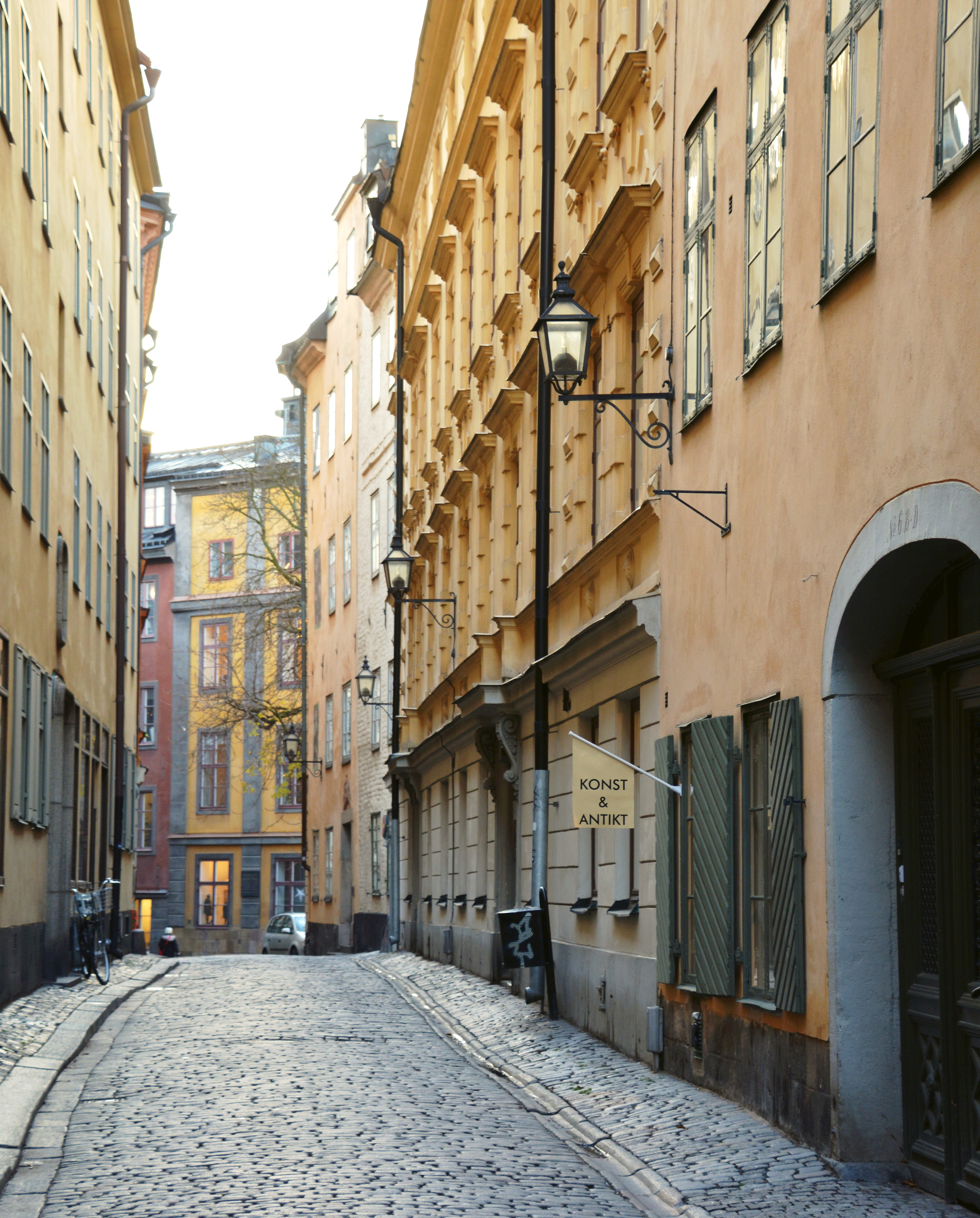
Själagårdsgatan mot syd

Själagårdsgatan är en gata i Gamla stan i Stockholm som går från Köpmangatan till Svartmangatan. 

## Historik
Det första kända belägg som finns för gatan är från 1487 i Stockholms tänkeböcker 1483-92  och kallades Siela gardz gatan. Själagården som var ett hem för gamla och sjuka från 1420-talet har givit gatan dess namn. Byggnaden var belägen vid nummer 13, huset revs 1933, men källaren är bevarad. Själagårdarna var baserade på själagåvor (donationer) för att ge givaren salighet i sin själ. De försvann efter reformationen under första halvan på 1500-talet. År 1936 byggdes ett nytt hus som Storkyrkoförsamlingens hem för gamla.
När ordet själagård försvann ur språkbruket, ombildades gatunamnet 1718 till Siärgårdz gatan (Skärgårdsgatan). Detta gatunamn levde kvar hos de boende i området ända fram till 1960-talets början, men redan 1925 hade man gått tillbaka till det ursprungliga namnet. Namnberedningen menade: "En pietetsfull rättelse av en, möjligen genom svensk ljudutveckling förorsakad förvrängning av Själagården..."

## Verksamheter (urval)
- Stockholms själagård (1420-talet till 1531, Själagårdsgatan 13)
- Trivialskolan (1666 till 1814, Själagårdsgatan 13)
- Stockholms Synagoga (1790 till 1870, Själagårdsgatan 19)